# Bakhtxissarai

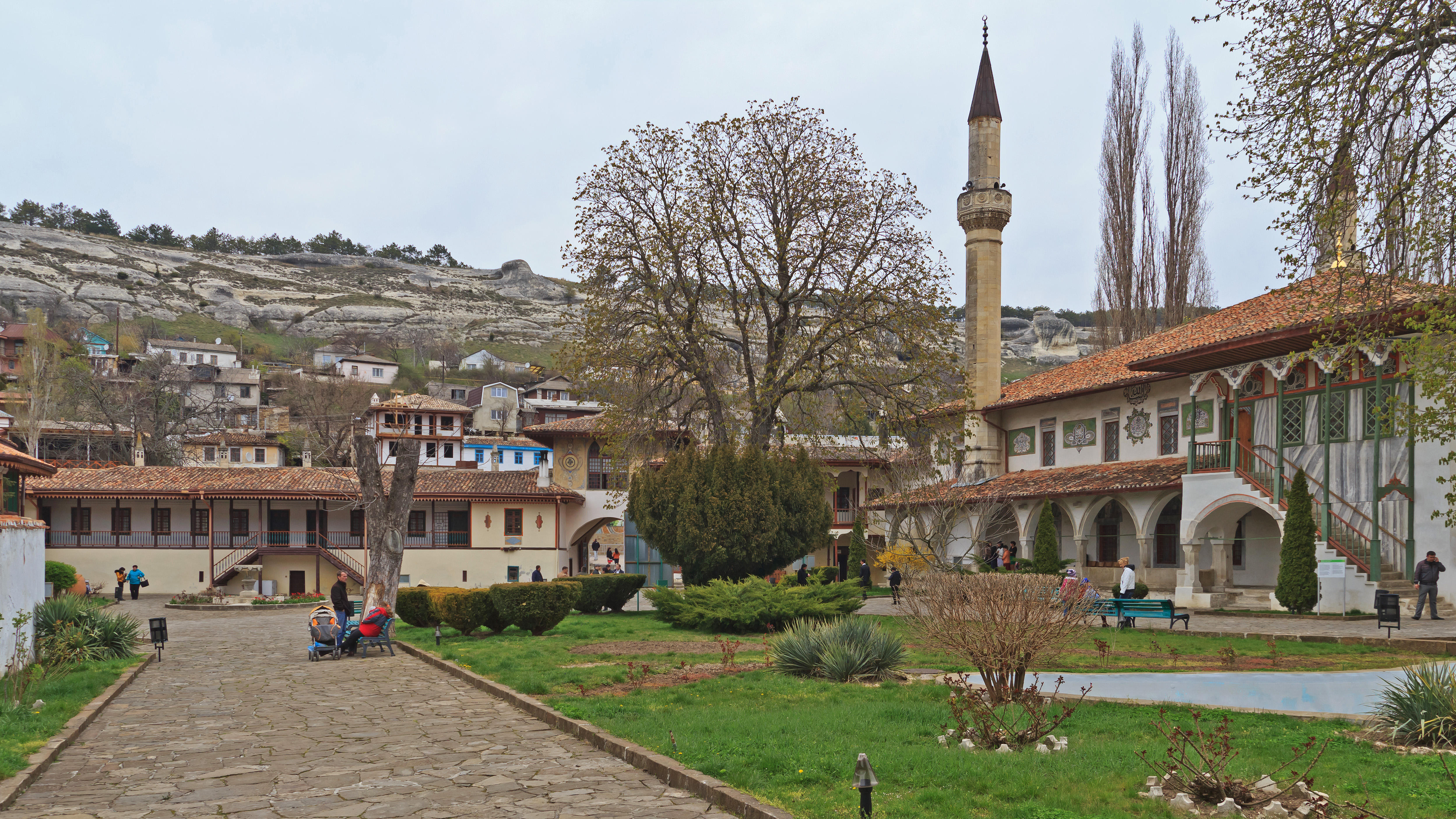
El Hansarai o Palau del Khan a Bakhtxissarai.

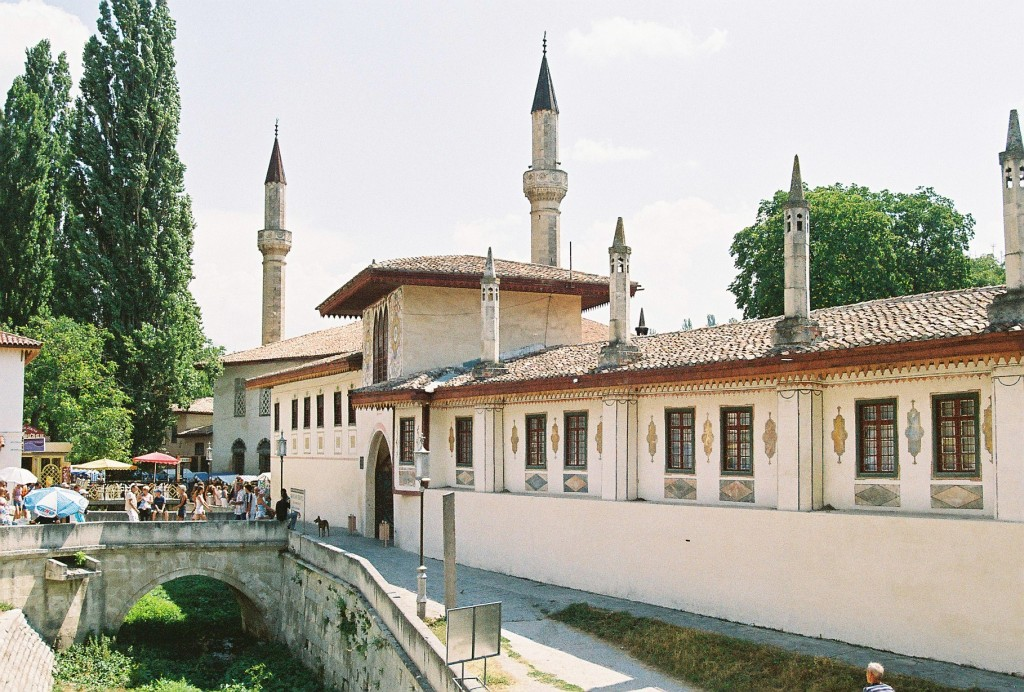
El Hansarai i pont d'entrada.

Bakhtxissarai o Bakhtxé Sarai (tàtar de Crimea: Bağçasaray, literalment ‘el Palau dels Jardins' o ‘la Ciutat Jardí’; rus: Бахчисарай) és una ciutat de Crimea.

## Història
Fou la capital del Kanat de Crimea sota la dinastia Giray o Ghiray, que va governar del 1423 al 1783. Es troba 32 km al sud-oest de Simferòpol, en una vall estreta formada pel Txuruc Su (‘Riu d'Aigua Pudenta’), a l'est d'Eski Iurt, la capital anterior (on els kans foren enterrats fins al segle xvi) i l'establiment karaita de Txufut Kalé (en rus Чуфут-Кале, en tàtar de Crimea Çufut Qale, pronunciat Txufut Kalé, que es tradueix com a ‘Fortelesa dels Jueus', en karaita Джуфт Къале, Djuft Qalé, abans coneguda pel nom karaita de Qırq Yer, Kirk Ier, ‘Lloc dels Quaranta’, i també com Cever Kermen, Gevkher Kermen, i Fullı, Fuli).
Bakhtxissarai era un cementiri que el kan Mengi Giray va començar a desenvolupar el 1503/1504 amb la construcció d'un palau a l'entorn del qual es va crear una nova vila que va prendre el nom del palau. La seva eclosió va fer entrar en decadència a les properes Eski Iurt i Kirk Ier. La primera vegada que apareix Bakhtxissarai com a nom de ciutat és el 1644. El 1681 s'hi va signar un tractat de pau entre tàrtars, russos i otomans que va reconèixer el Dnipró com a frontera.
Bakhtxissarai fou devastada en una incursió de l'Imperi Rus el 1736 i entre altres destruccions (inclòs el palau del Kan, el Hansarai), es va destruir la gran biblioteca de Selim Giray (que fou quatre vegades kan entre 1671 i 1704) i només es van salvar 124 volums. La ciutat es va reconstruir i el palau aixecat de nou encara més gran; el 1743 es va construir una nova sala del consell o divan amb rica decoració i sala de pintures; la biblioteca es va recuperar parcialment amb ajut d'erudits d'Istanbul.
La pau de Küčük Kaynardji del 1774 va establir que la població cristiana de la ciutat (grecs i armenis, que formaven un terç de la població) fou reinstal·lada a territoris sota domini rus (1779) al nord de la mar d'Azov i a la regió de Rostov al riu Don. Crimea fou integrada a l'Imperi Rus el 1783.
El 1787, Bakhtxissarai tenia 5776 habitants el 1881 en tenia 13.377 (dels quals 697 karaites i 210 jueus); el 1897 la població es va reduir a 12.955 persones. Fou el centre del nacionalista tàrtar Ismail Bey Gaspirali (en rus, Gasprinski) (1851-1914) hi va publicar el diari Terdjüman (Interpret) des de 1883 i hi va fundar una escola model (1884). El 1905 ja hi havia cinc mil escoles del mateix tipus.
Durant la independència de Crimea, fou la capital de l'estat tàtar (1918-1920). Durant la Segona Guerra Mundial, fou ocupada pels alemanys el 1941 i reconquerida pels soviètics el 1944, patint importants destruccions (abril). El Hansarai o palau del kan fou restaurat més tard i esdevingué museu el 1950 i record del Generalíssim Suvórov, que hi va tenir el seu quarter general durant la part final de la guerra. L'expulsió dels tàtars de Crimea (1944-1945) sota Stalin va fer perdre a la ciutat gran part del seu caràcter tàtar o turquès.

## Llocs d'interès a prop

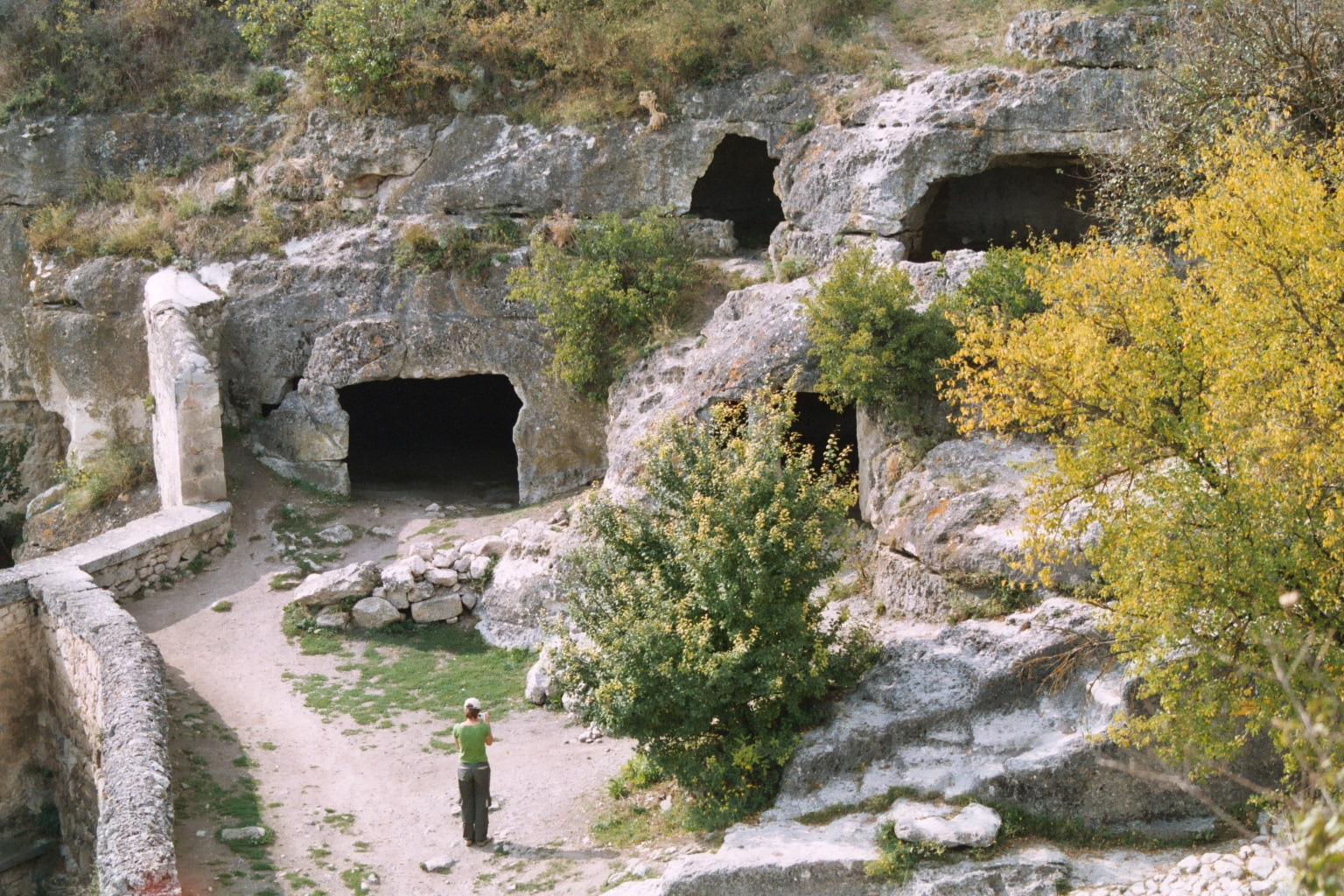
Ciutat de les coves a Txufut Kalè.

- Txufut Kalè (Fortalesa dels Jueus)